# Río Abuná
Der Río Abuná (brasilianisch: Rio Abunã) ist ein linker Nebenfluss des Rio Madeira im Amazonas-Tiefland in Südamerika.

## Flusslauf
Den Oberlauf des Flusses bilden verschiedene kleinere Flüsse, die ihren Ursprung in der Cordillera Oriental der peruanischen Anden haben. Der Fluss hat eine Gesamtlänge von 375 km, von denen im Unterlauf 320 km schiffbar sind, und fließt in nordöstliche Richtung. Ein Teil des Unterlaufs bildet bis zur Mündung in den Rio Madeira die Grenze zwischen dem Departamento Pando im nördlichen Bolivien und den Bundesstaaten Acre und Rondônia im westlichen Brasilien. 
Der Abuná fließt weitgehend durch unbesiedelten tropischen Regenwald. Es gibt einzelne Siedlungen an den Ufern wie Santa Rosa del Abuná und Puerto Evo Morales in Bolivien sowie Plácido de Castro und Fortaleza do Abunã in Brasilien.